# Polysphaeria macrophylla
Polysphaeria macrophylla är en måreväxtart som beskrevs av Karl Moritz Schumann. Polysphaeria macrophylla ingår i släktet Polysphaeria och familjen måreväxter. Inga underarter finns listade i Catalogue of Life.